# 长沙黄花国际机场
长沙黄花国际机场，通称黄花机场，是位于中国湖南省长沙市长沙县黄花镇的国际机场，为湖南省的国际航空枢纽，由湖南省机场管理集团有限公司经营，于1986年6月25日动工，1989年8月29日首航，1993年，长沙黄花机场正式更名为长沙黄花国际机场。机场航站楼建筑面积26.6万平米，拥有2座客运航站楼、2条跑道，并拥有联外之高速公路2条及磁浮铁路；在运量快速攀升的同时，目前也规划兴建第三航站楼和第三跑道以满足庞大的旅运需求。
长沙黄花国际机场现今共有51家航空公司经营定期航线，飞往全球17个国家和地区的117个航点。中国南方航空公司、厦门航空公司、奥凯航空公司在此设立运营基地。
2024年全年，黄花机场旅客吞吐量3127.7万人次，旅客吞吐量位列中国大陆第14。

## 机场设施

### 跑道
- 第一跑道（18R/36L）：1989年建成，飞行区等级为4D级，跑道长2600米，仅能起降中小型飞机，2009年，第一跑道从2600米延长到3200米，飞行区等级也相应由4D提升为4E。
- 第二跑道（18L/36R） ：2013年12月8日正式开始建设，在现有跑道东侧380米处，新建一条长3800米、宽60米的跑道，飞行等级为4F级。第二跑道于2017年3月30日起启用，可以起降空中客车A380客机。[4]

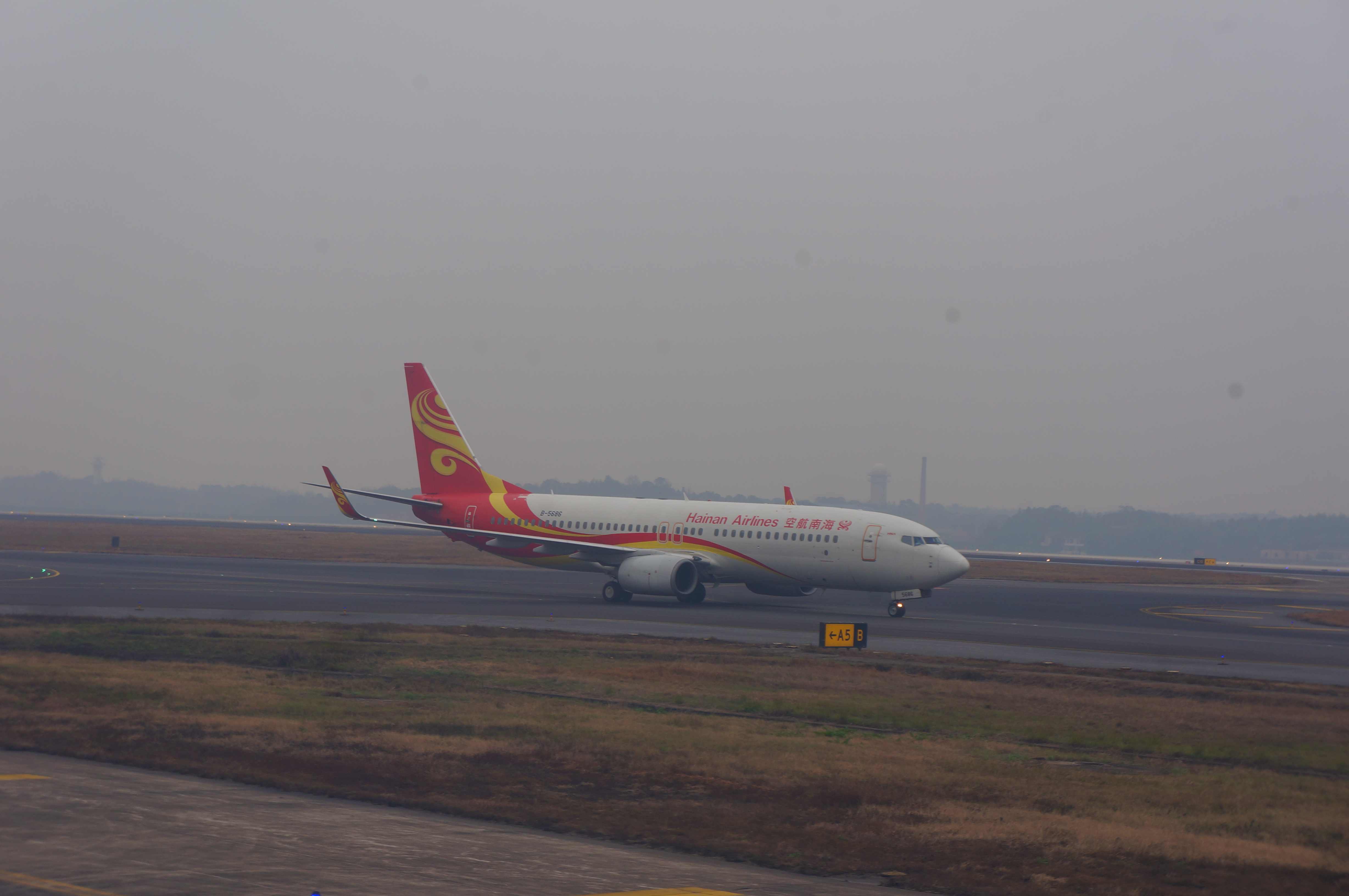
在滑行道上的飞机
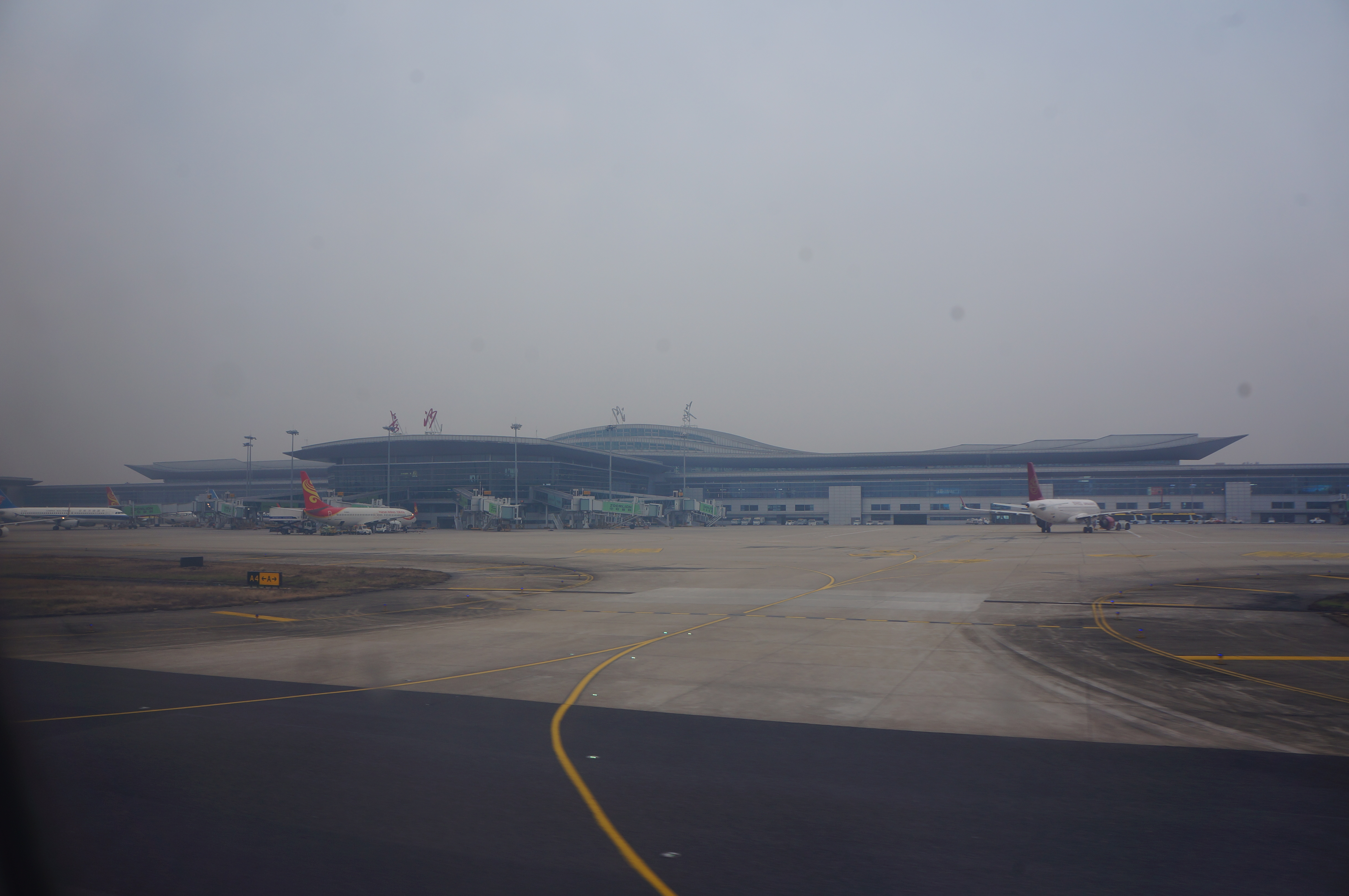
从滑行道望向T2航站楼
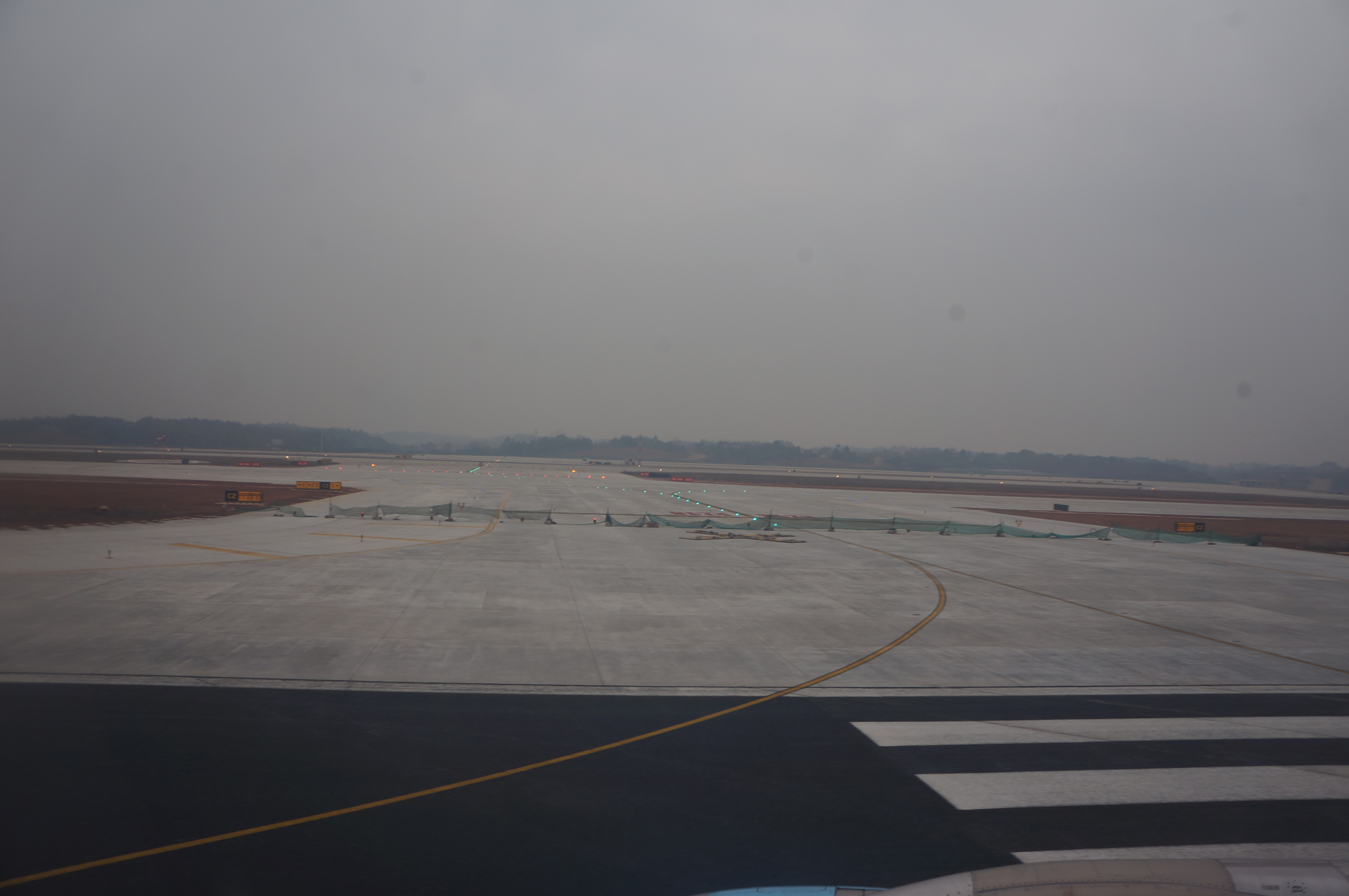
新建设的第二跑道

### 航站楼

#### 1号航站楼
1号航站楼建成于2000年，总建筑面积3.2万平米，按照年旅客吞吐量460万人次保障能力设计。1号航站楼历经多次改造，形成T1-A航站楼（面积3.4万平方米）、T1-B航站楼（面积1.32万平方米）和T1-C航站楼（面积0.61万平方米），设计年吞吐量650万人次左右。有户外停车场（P5）和航站楼内停车场（P6）。随着2011年7月T2航站楼的正式启用，T1航站楼关闭并进行改造。

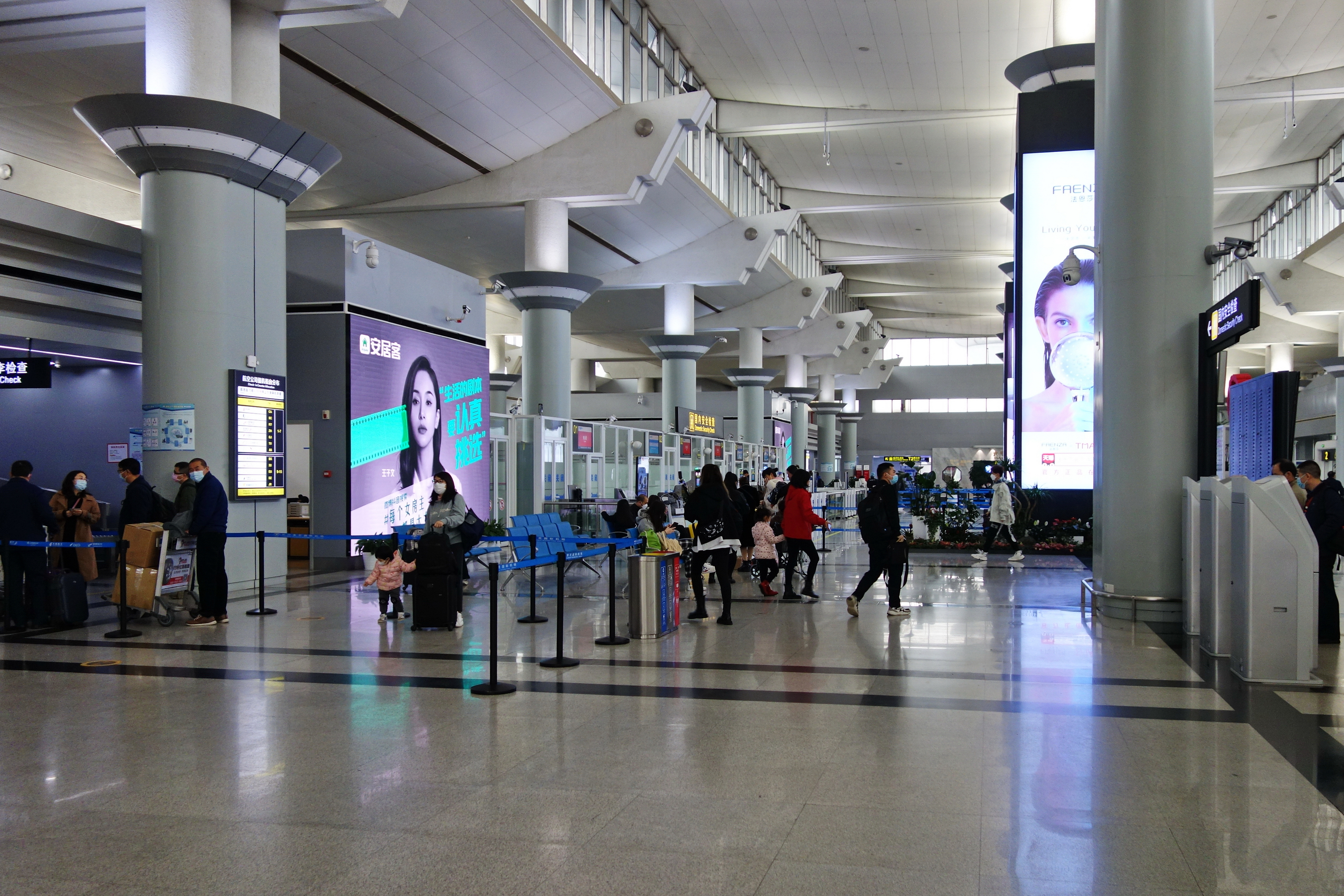
黄花机场1号航站楼出发大厅

2017年9月长沙机场T1航站楼改造恢复工程启动。工程内容包括对航站楼安检通道、值机系统、行李系统、弱电系统、西侧陆侧区道路及停车场，以及各种人性化服务设施进行修缮，楼内总施工面积为3.9万平米，陆侧停车场平整面积为4万平米，项目总投资1.77亿元。改造后的1号航站楼把10个远机位改成近机位，设值机柜台38个（含22个自助值机柜台）、安检通道10条，可满足年旅客吞吐量600万人次保障要求，1号航站楼已于2018年5月16日重新投入使用，中国国际航空、深圳航空、山东航空、成都航空、昆明航空、奥凯航空、幸福航空、西藏航空8家航空公司国内业务转场至1号航站楼运行，1号航站楼日均保障航班约110架次，日均保障旅客人数约1.5万人次。
而从2019年8月16日00：00起，四川航空、长龙航空、东海航空的国内航班也调入长沙机场1号航站楼运营。

#### 2号航站楼
2号航站楼楼高39.9米，主楼长672米，纵深宽168米，是湖南省内最大的钢桁架结构单体，造型设计取意“旭日东升、千帆竞渡、百舸争流”。总建筑面积21.2万平方米。拥有22个近机位，旅客乘机最长步行距离不超过300米，能满足年起降飞机15.1万架次、年旅客吞吐量1560万人次的目标要求，高峰小时旅客吞吐量可达3940人次。出发厅设置4扇巨大的双层自动门，分别对应A、B、C、D组办票柜台，其中1、2、3号门为国内出发入口，4号门为国际出发入口，A岛为中国南方航空公司专属值机区域，D岛为国际航班（含港澳台航班）专属值机区域，B岛、C岛为除南航和国际航班外的值机区域，共有80个值机柜台和24个自助值机柜，24条安检通道，整个航站楼设座位6390余个。行李进港系统设置8组行李提取转盘(国内6组，国际2组)。航站楼地下二层设有停车场（P4）有车位693个，户外有三个停车场（P1、P2、P3），1000多个车位。2021年6月10日起，湖南航空从1号航站楼转入2号航站楼运营。

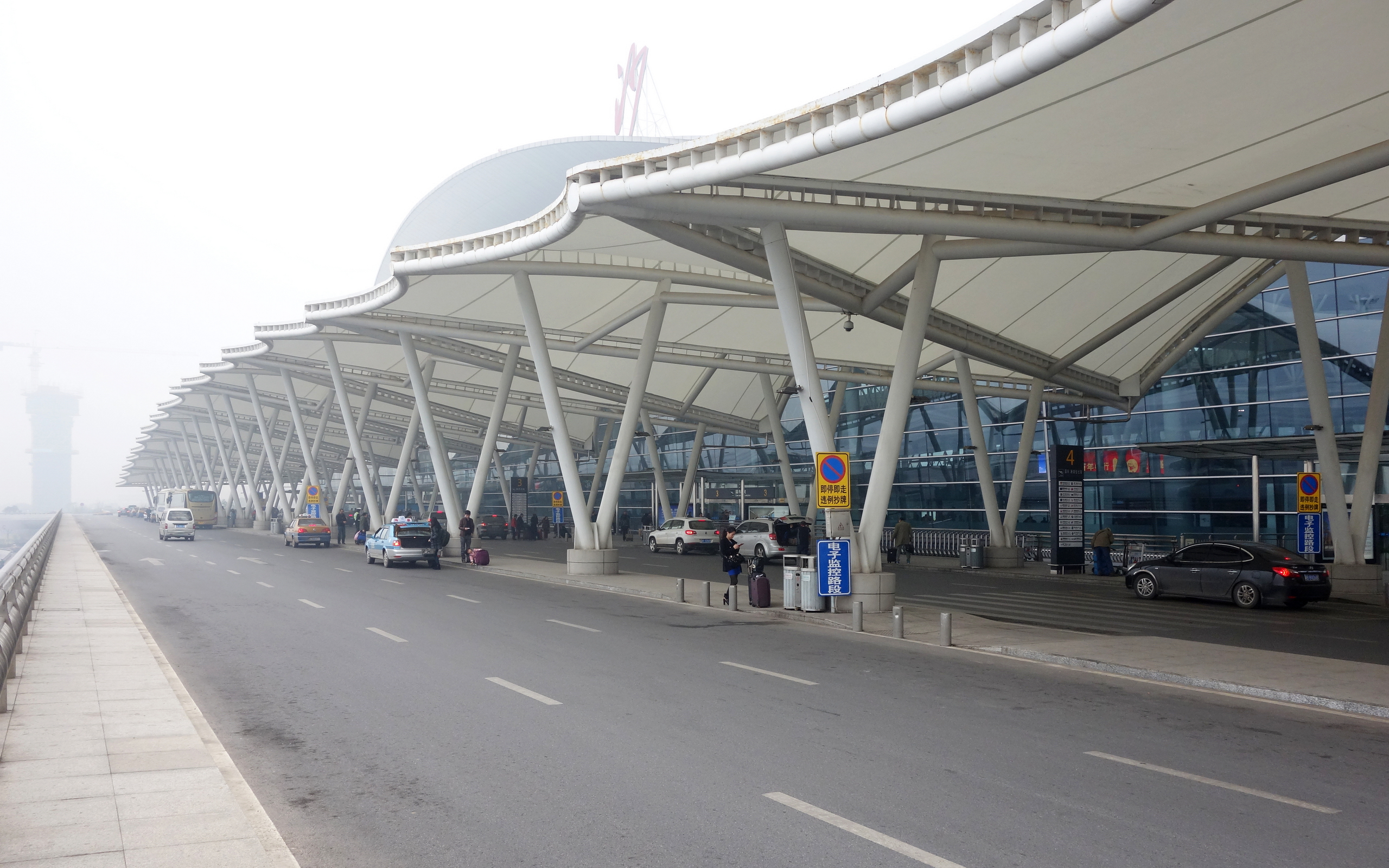
送客平台
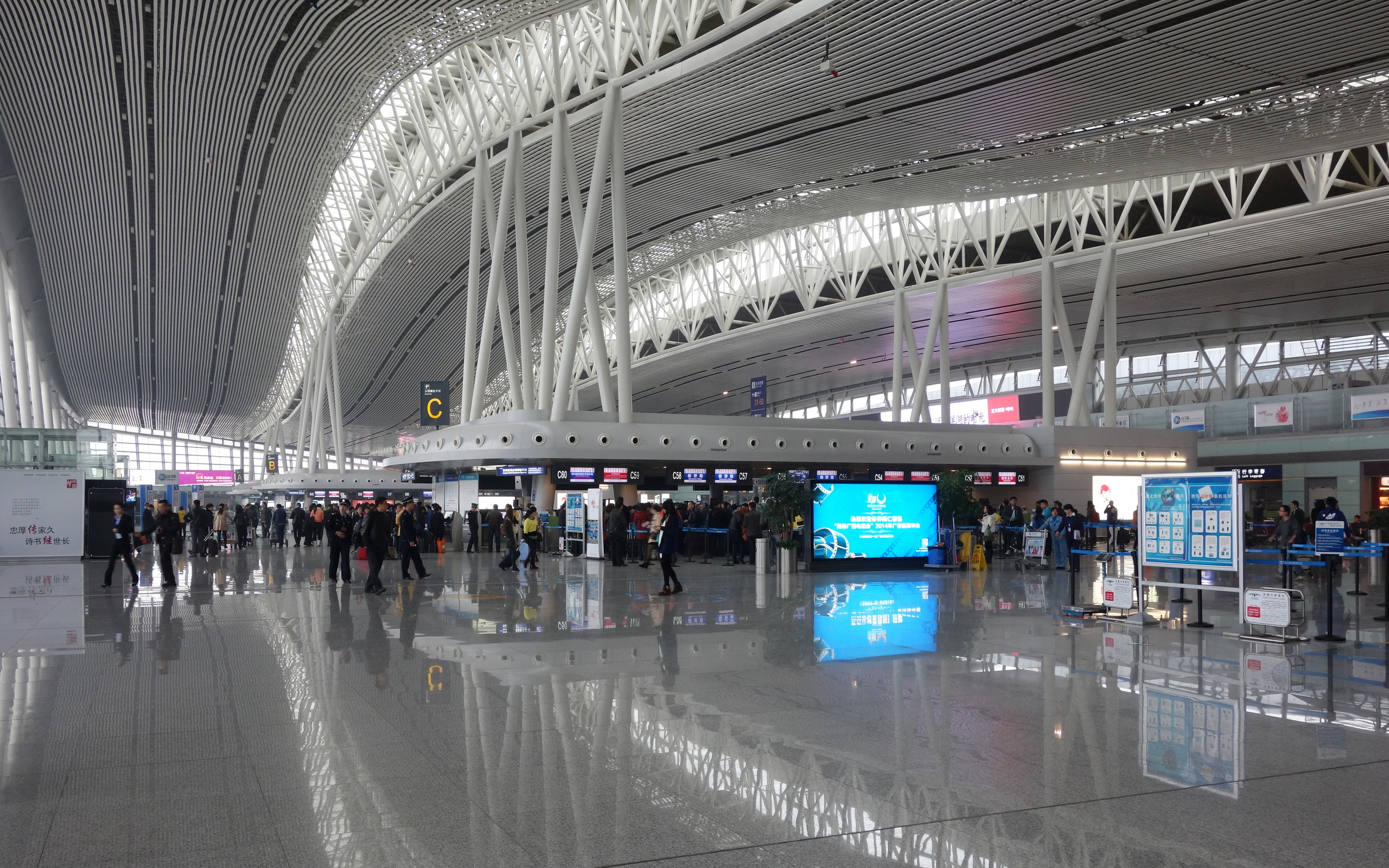
出发区域
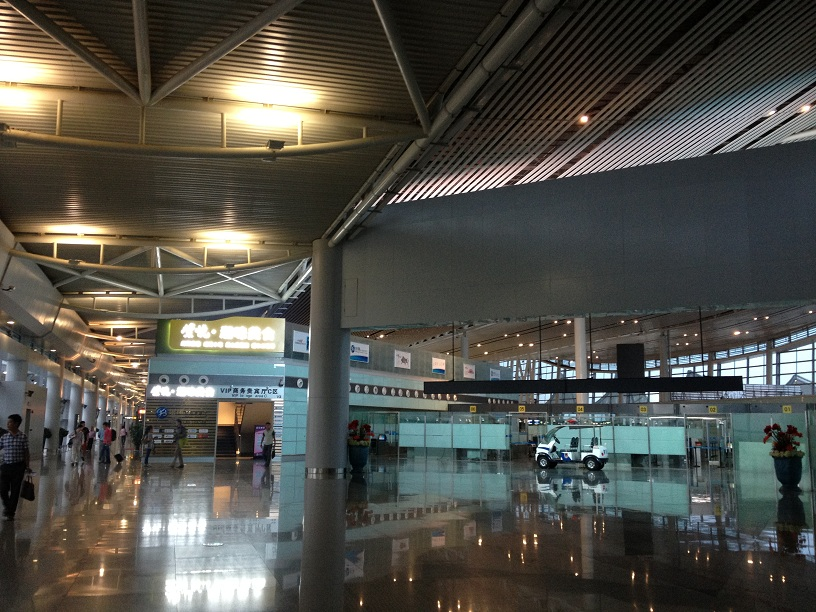
国内安检区域
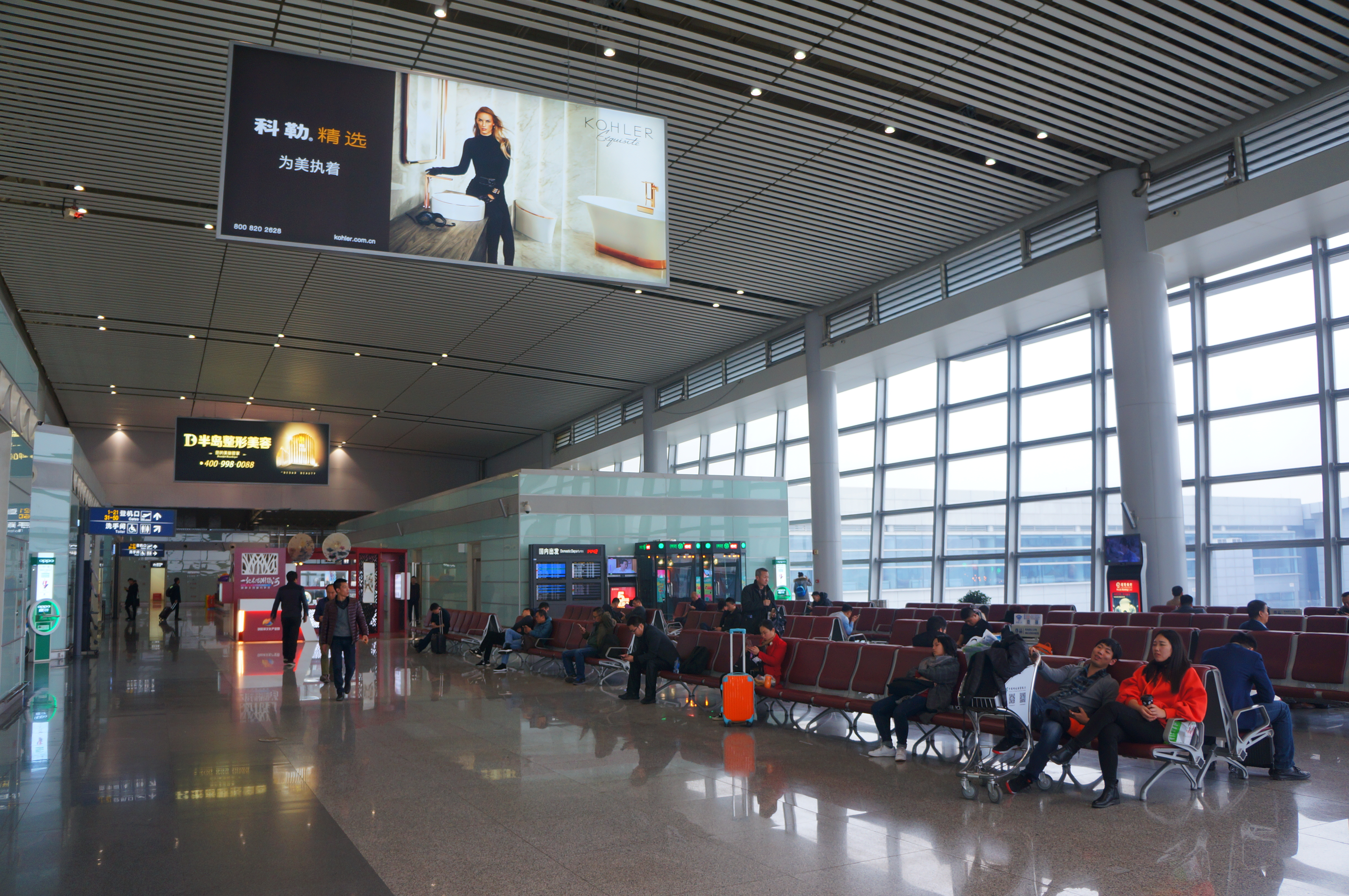
国内候机区域
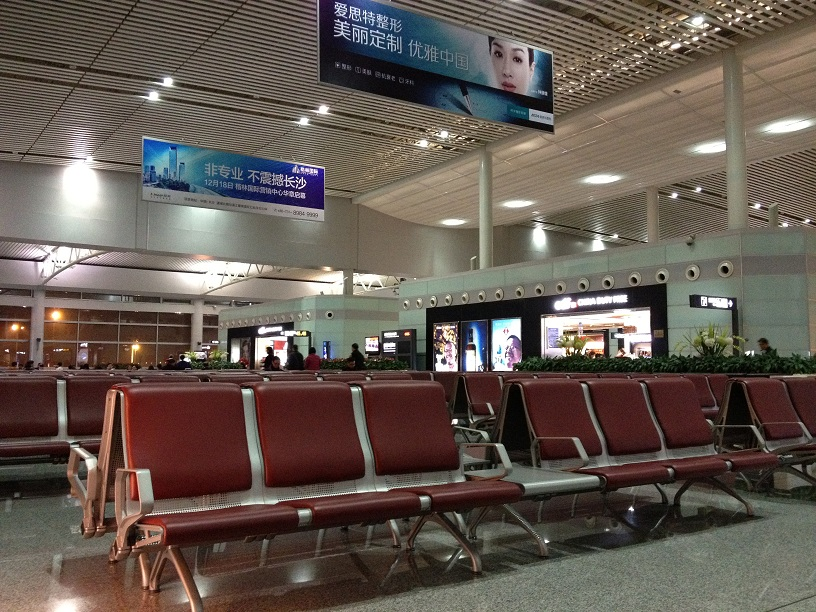
国际候机区域

## 航空公司及航點

### 境內航線

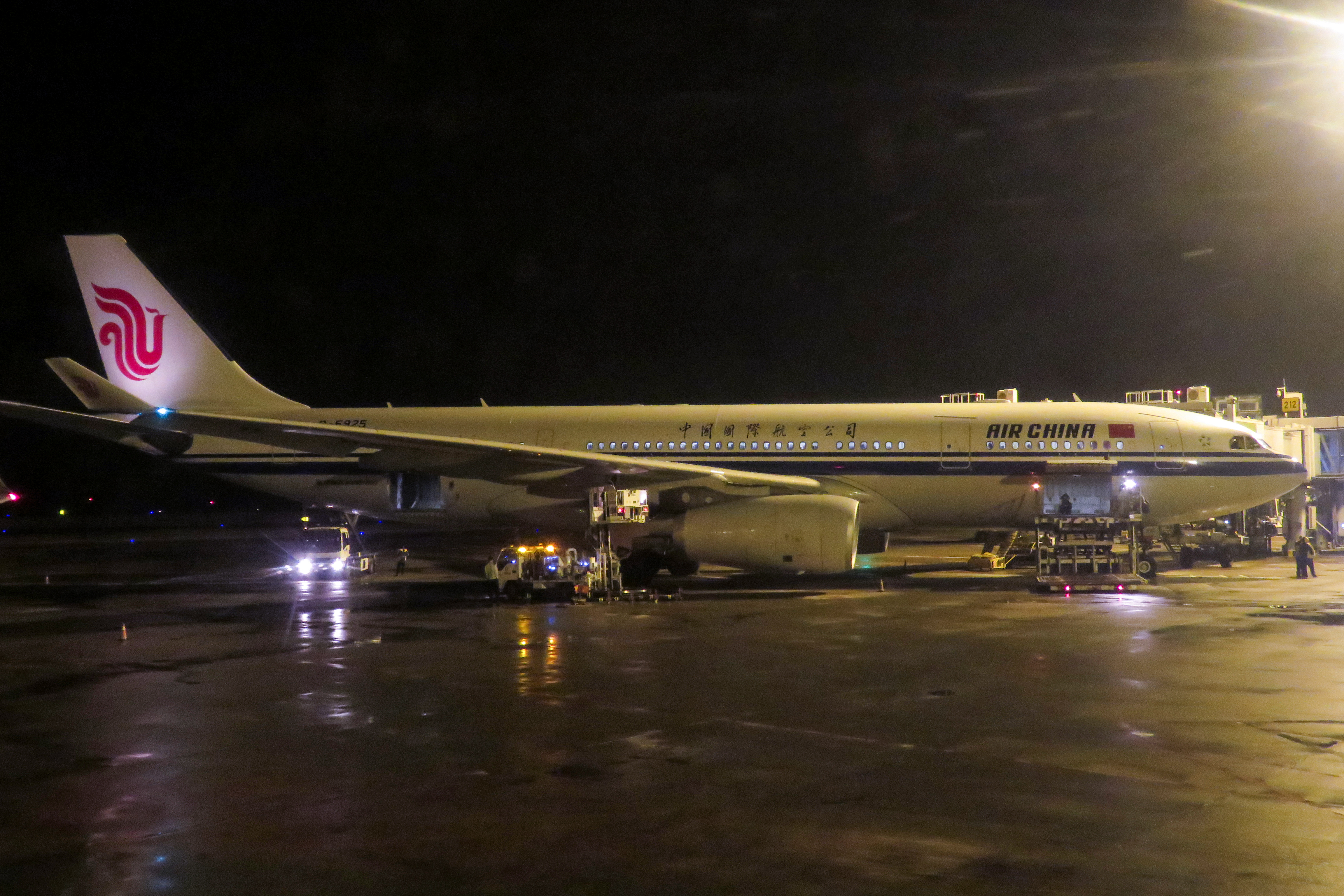
中國國際航空的空中客車A330客機在長沙黃花國際機場

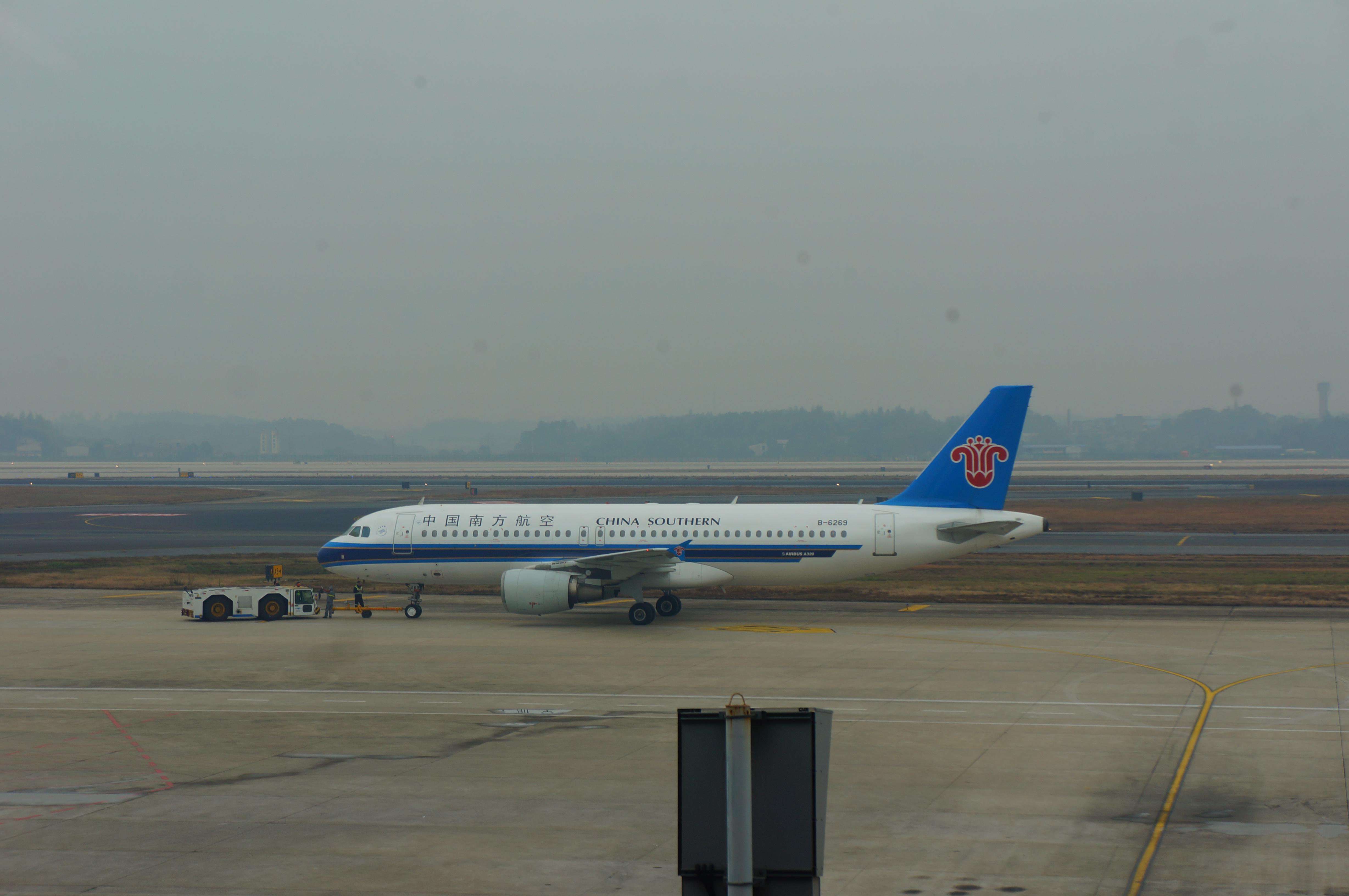
中國南方航空的空中客車A320客機正在後推中

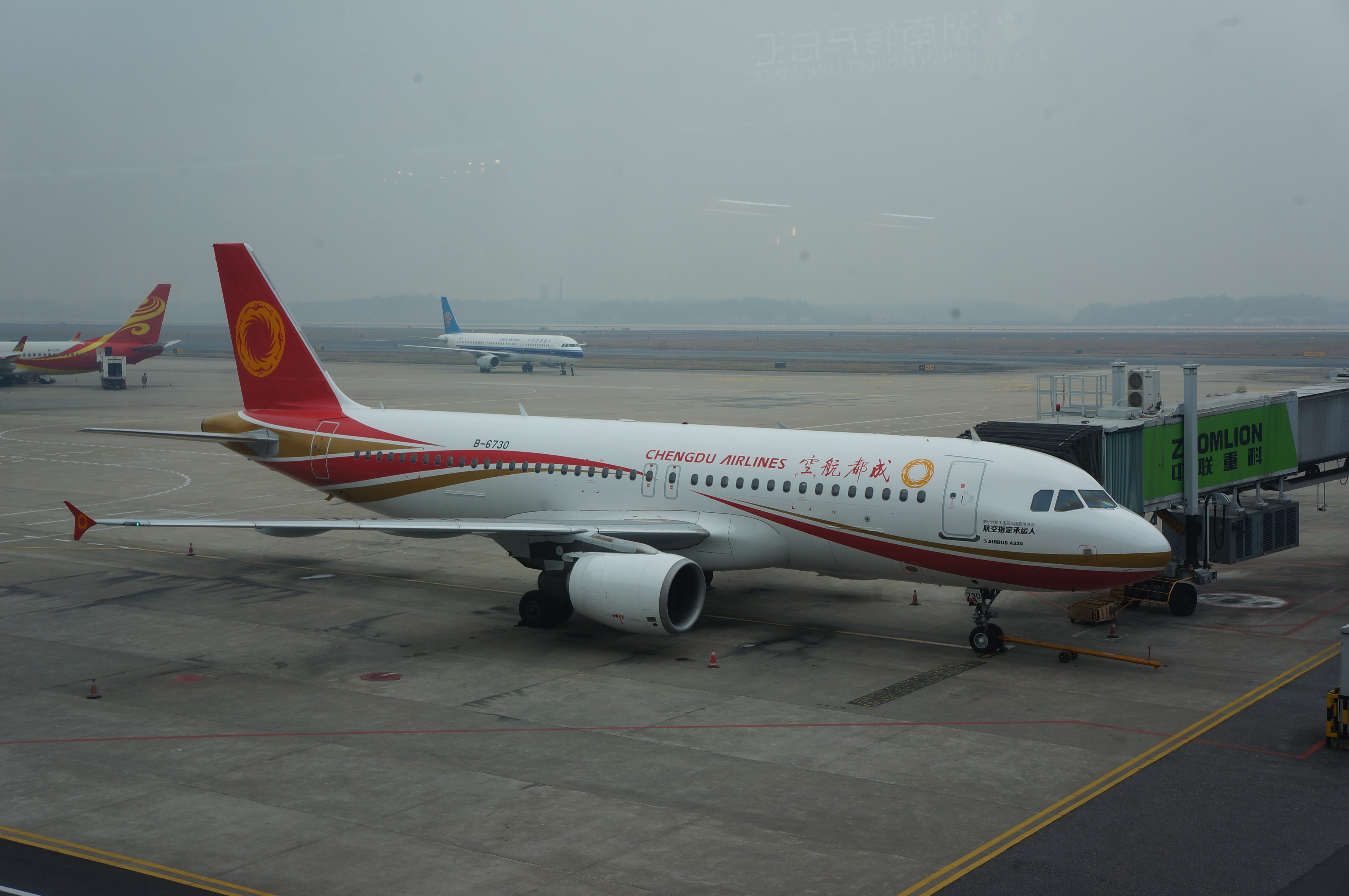
成都航空的空中客車A320-200型客機在長沙黃花國際機場

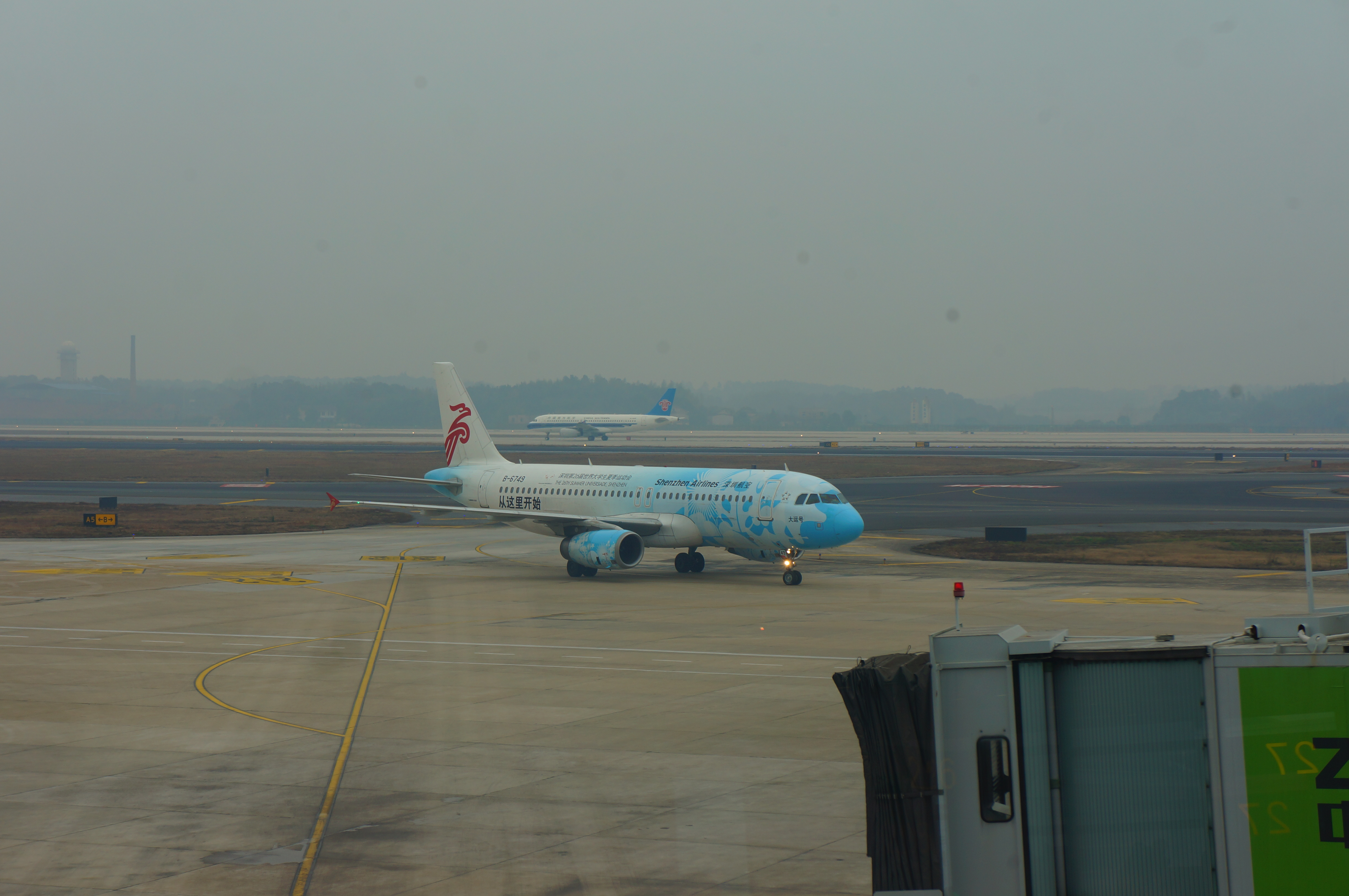
深圳航空的空中客車A320客機在長沙黃花國際機場

| 航空公司     | 目的地 |
| ------------ | --- |
| 中國南方航空 | 北京/大興、天津、上海/浦東、上海/虹橋、成都/天府、重慶、杭州、廣州、深圳、珠海、大連、長春、瀋陽、哈爾濱、海口、三亞、南寧、昆明、西安、貴陽、北海、常州、濟南、青島、黃山、南京、揚州、梅州、揭陽、太原、呂梁、寧波、溫州、蘭州、烏魯木齊、煙台、呼和浩特、銀川、榆林、西寧、麗江、武隆 |
| 廈門航空     | 北京/大興、重慶、廈門、福州、天津、太原、呼和浩特、瀋陽、大連、杭州、南京、濟南、寧波、海口、成都/天府、西安、烏魯木齊、貴陽、泉州、瀘州、蘭州、綿陽、西寧、南充、忻州、淮安、滿洲里 |
| 中國東方航空 | 成都/天府、重慶、大理、大連、福州、貴陽、杭州、昆明、拉薩、蘭州、麗江、臨沂、南京、南寧、南通、寧波、青島、揭陽、三亞、上海虹橋、上海浦東、太原、溫州、無錫、西安、銀川、鹽城、北海 |
| 海南航空     | 北京/首都、長春、重慶、杭州、南京、海口、三亞、上海/浦東、哈爾濱、西安、成都/天府、濟南、寧波、太原、徐州、呼和浩特、溫州、昆明、天津、大連、蘭州、南寧、烏魯木齊、福州、廈門、珠海 |
| 奧凱航空     | 天津、成都/天府、昆明、西安、烏魯木齊、南京、瀋陽、大連、哈爾濱、青島、煙台、杭州、廈門、深圳、重慶、貴陽、昆明、三亞、湛江、寧波、蘭州、西寧、烏魯木齊、泉州、西雙版納、臨汾、贛州、惠州、太原、揭陽                                                                                    |
| 深圳航空     | 深圳、瀋陽、哈爾濱、青島、煙台、南京、無錫、南通、泉州、南寧、貴陽、蘭州、三亞、廣州、西寧 |
| 湖南航空     | 成都/天府、呼和浩特、昆明、蘭州、無錫、吐魯番、煙台、營口、西寧、揚州、張家界、中衛 |
| 四川航空     | 重慶、 成都/天府、成都/雙流、瀋陽、哈爾濱、溫州、福州、廈門、三亞、昆明、九寨溝 |
| 青島航空     | 青島、煙台、牡丹江（經停煙台）、呼倫貝爾（經停呼和浩特）、喀什、和田、蘭州 |
| 天津航空     | 天津、呂梁、呼和浩特、臨沂、揭陽、南寧、遵義/茅台、西安、廈門、重慶 |
| 山東航空     | 重慶、濟寧、合肥、貴陽、廈門、珠海、海口、青島、北京/首都、溫州 |
| 成都航空     | 成都/雙流、杭州、寧波、南寧、溫州、海口、南京、三亞、西雙版納 |
| 昆明航空     | 成都/天府、昆明、台州、西雙版納、臨沂、西雙版納（經停遵義/茅台） |
| 中國國際航空 | 北京/首都、天津、成都/天府、成都/雙流、杭州、昆明 |
| 吉祥航空     | 上海/虹橋、上海/浦東、貴陽、麗江、溫州、呼倫貝爾 |
| 北部灣航空   | 濟寧、南寧、徐州、煙台、濰坊 |
| 首都航空     | 杭州、哈爾濱、海口、三亞 |
| 春秋航空     | 上海/虹橋、上海/浦東、西雙版納 |
| 中國聯合航空 | 北京/大興、鄂爾多斯、佛山 |
| 東海航空     | 南通、海口、三亞 |
| 西部航空     | 重慶、寧波、廈門 |
| 上海航空     | 上海/虹橋、上海/浦東 |
| 福州航空     | 福州、貴陽 |
| 祥鵬航空     | 昆明、溫州 |
| 大連航空     | 大連、南京 |
| 幸福航空     | 張家界、湛江 |
| 河北航空     | 北海、石家莊 |
| 華夏航空     | 西安、溫州 |
| 長龍航空     | 杭州、興義 |
| 西藏航空     | 成都/雙流、大理 |
| 桂林航空     | 徐州 |
| 多彩貴州航空 | 宜賓 |
| 九元航空     | 海口 |

### 港澳台/國際航線

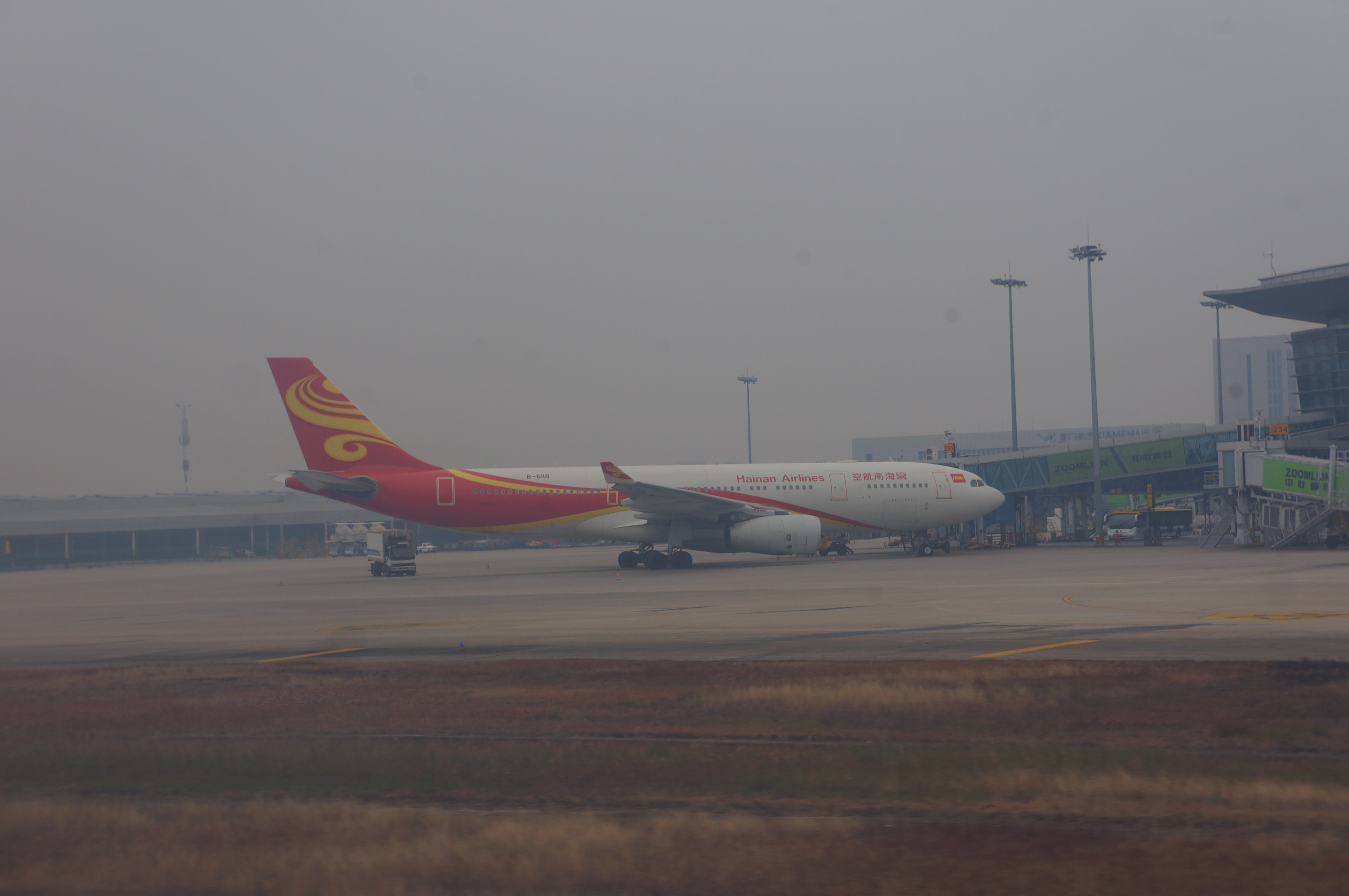
海南航空的空中客车A330-200型客机在长沙黄花国际机场

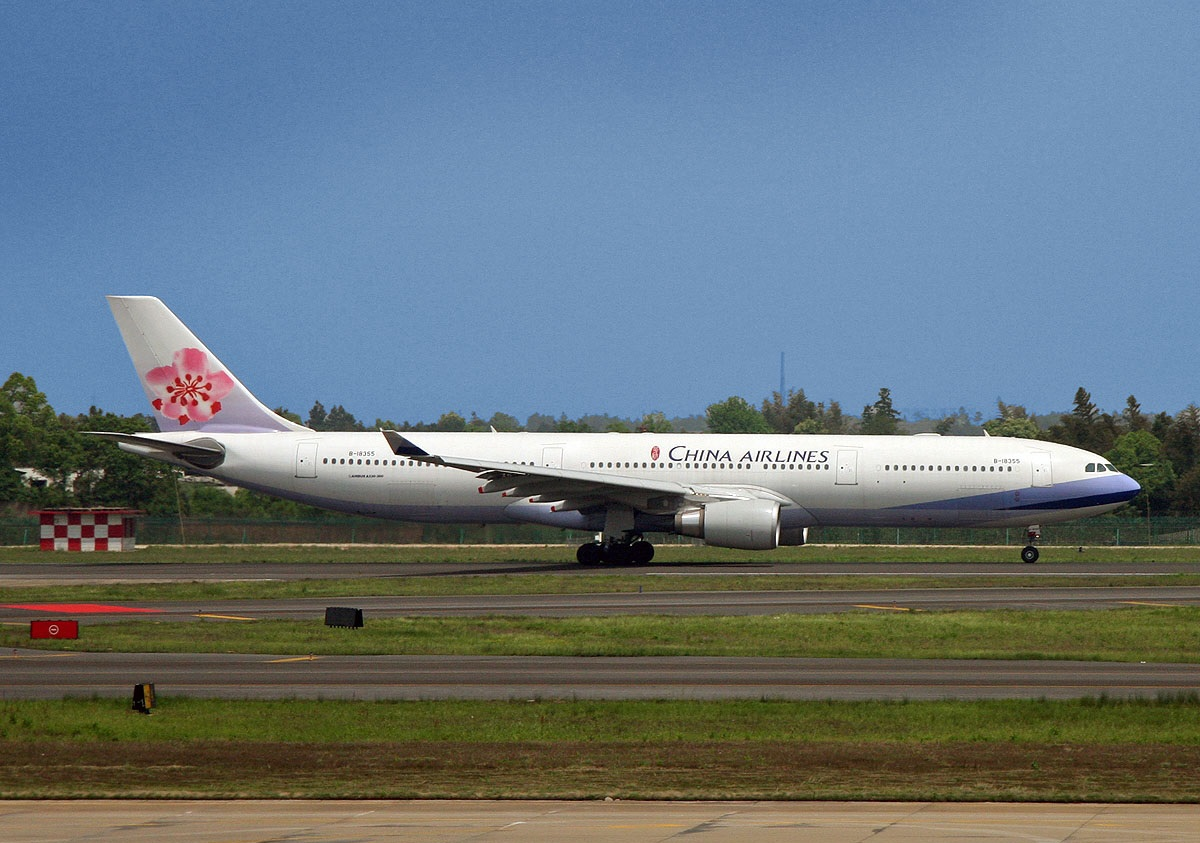
中华航空的空中客车A330在长沙黄花国际机场起飞

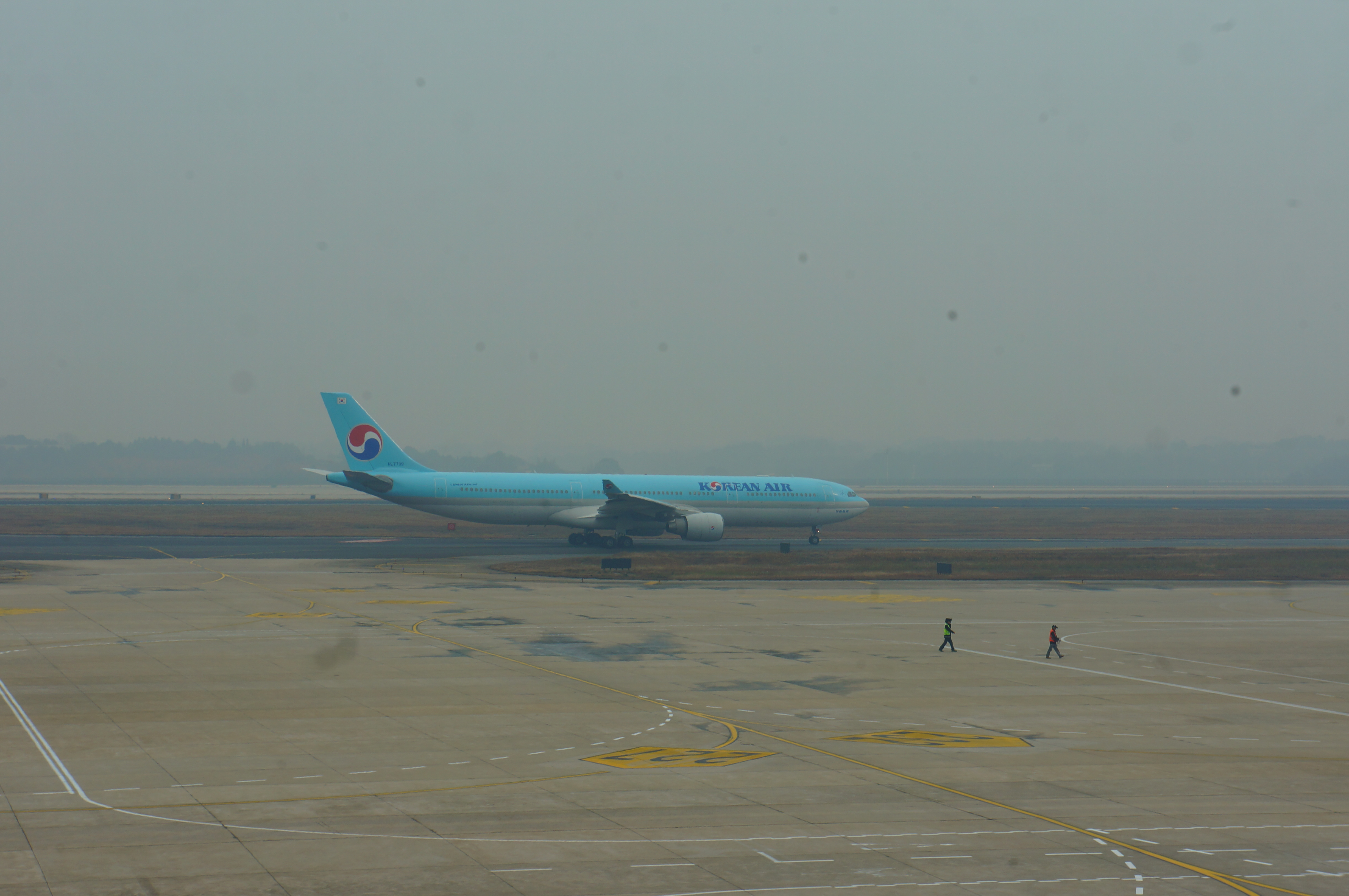
大韩航空的空中巴士A330-200型客机在长沙黄花国际机场滑行

| 航空公司         | 目的地                                                                      |
| ---------------- | --------------------------------------------------------------------------- |
| 中国南方航空     | 東京/成田、大阪/关西、首尔/仁川、吉隆坡、新加坡、河內、内羅畢（始發於廣州） |
| 中国东方航空     | 新加坡                                                                      |
| 海南航空         | 伦敦/希思罗                                                                 |
| 奧凱航空         | 濟州                                                                        |
| 首都航空         | 曼谷/素万那普                                                               |
| 吉祥航空         | 大阪/关西                                                                   |
| 韩亚航空         | 首尔/仁川                                                                   |
| 大韩航空         | 首尔/仁川                                                                   |
| 酷航             | 新加坡                                                                      |
| 全亞洲航空       | 吉隆坡                                                                      |
| 马来西亚峇迪航空 | 吉隆坡                                                                      |
| 泰国亚洲航空     | 曼谷/廊曼                                                                   |
| 泰国獅子航空     | 曼谷/廊曼                                                                   |
| 泰國越捷航空     | 曼谷/素万那普                                                               |
| 越捷航空         | 芽莊                                                                        |
| 柬埔寨航空       | 金邊                                                                        |
| 天空吳哥航空     | 金邊                                                                        |
| 老挝航空         | 萬象                                                                        |

### 货运
| 航空公司               | 目的地       |
| ---------------------- | ------------ |
| 顺丰航空               | 杭州、宁波   |
| 美国Skylease Cargo航空 | 芝加哥、纽约 |
| 中国外运               | 法兰克福     |

## 统计
请参阅源Wikidata查询.

## 交通
长沙黄花国际机场位於湖南省长沙市长沙县境內，對外交通共有2條交通工具，第1條為长沙磁浮快线磁浮高铁站；磁浮高铁站位於湖南省长沙市长沙县黄花镇境內，第2條為长沙地铁6号线黄花机场T1T2站；黄花机场T1T2站位於湖南省长沙市长沙县境內。

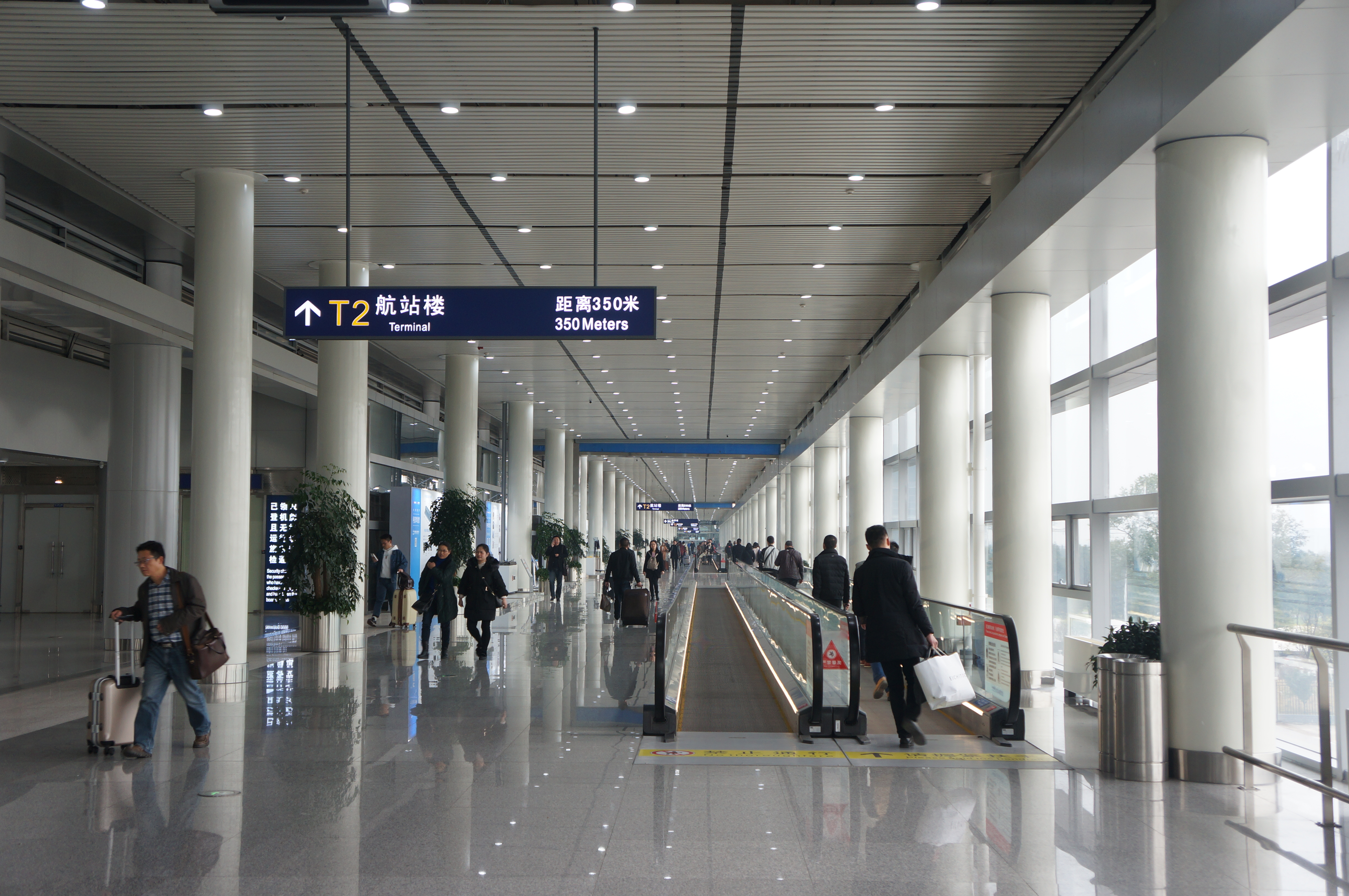
连接航站楼与磁浮车站的通道

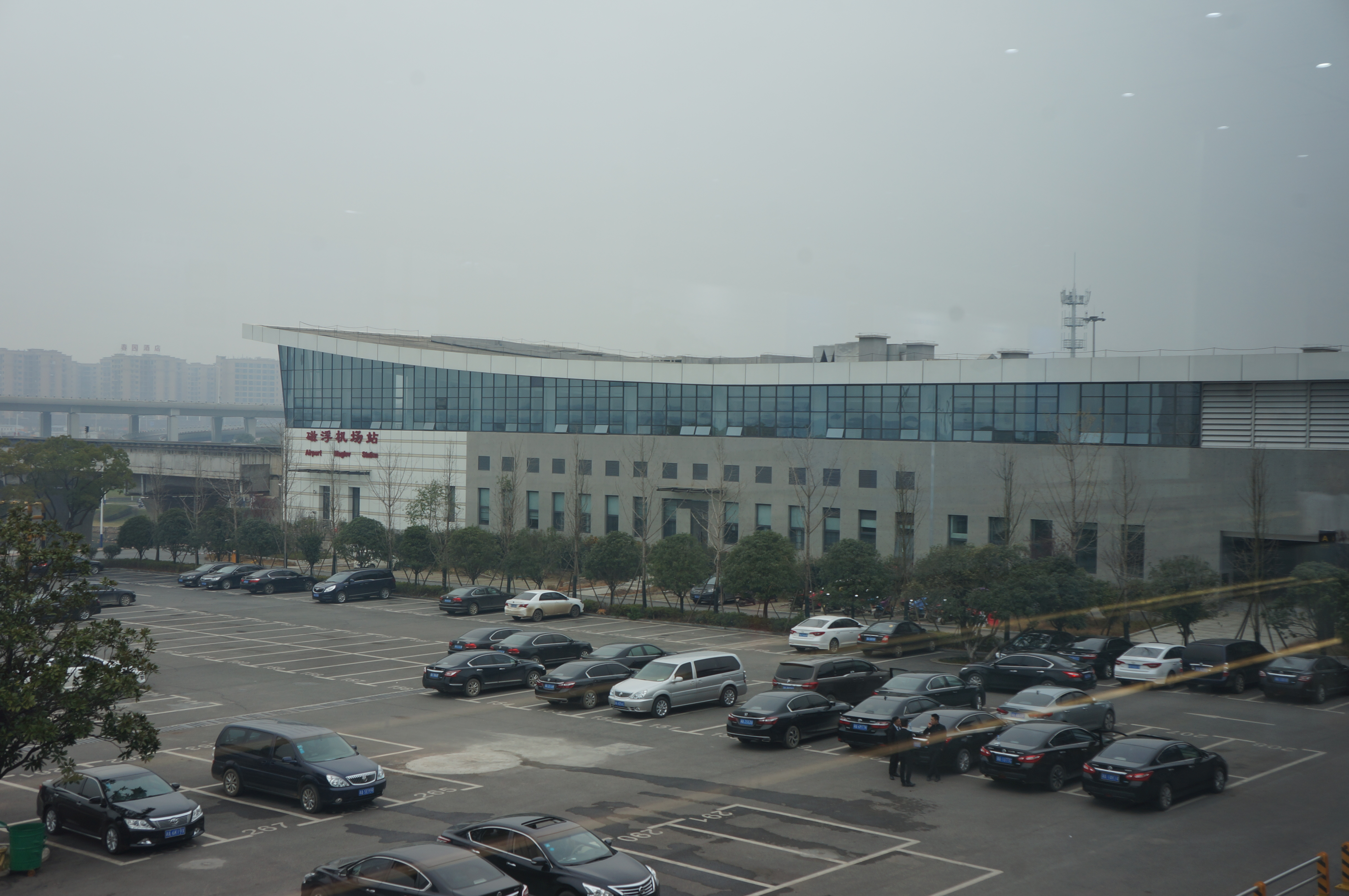
磁浮机场站

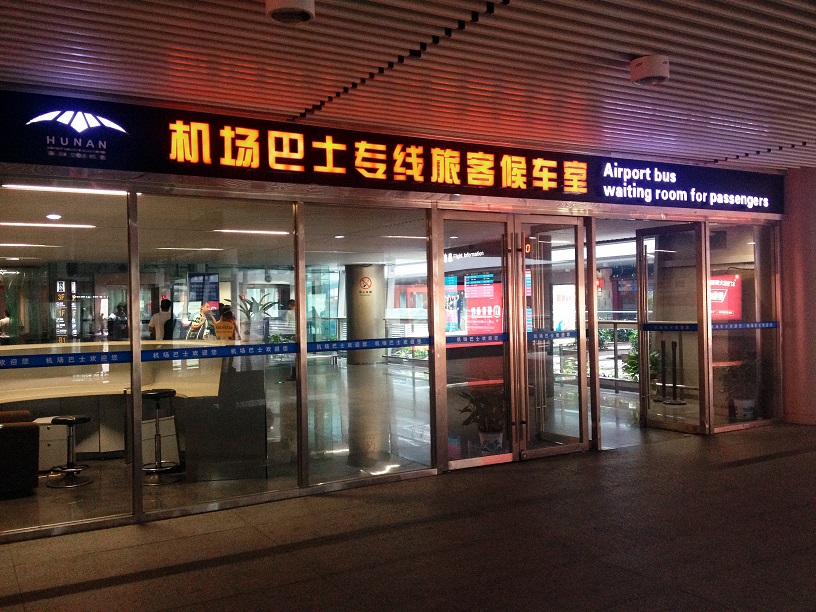
機場巴士候車區

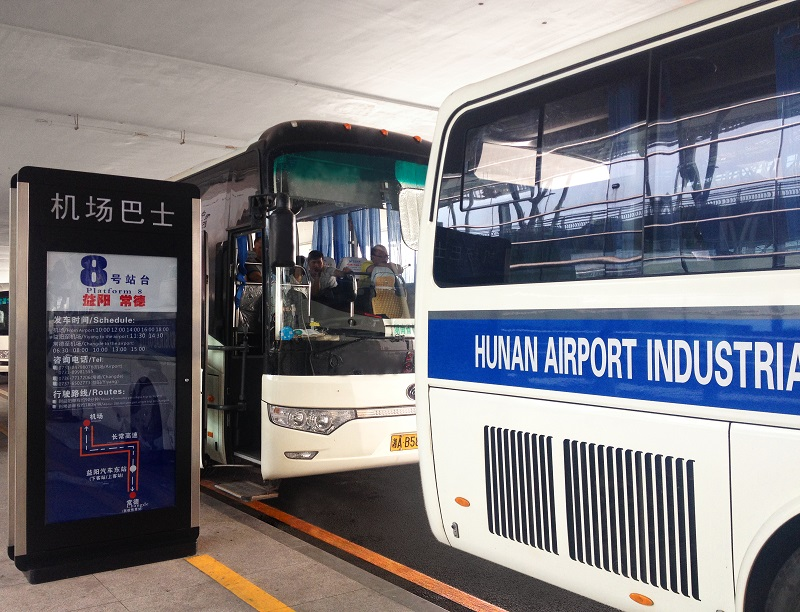
机场巴士

### 磁浮线
长沙磁浮快线（2016年5月6日起试运营）磁浮高铁站：连接黄花机场的磁浮机场站和长沙南站的磁浮高铁站，途经磁浮㮾梨站，目前全程行车19分30秒，行车间隔11分50秒。首班车7:00，末班车22:30。

### 高速公路
- 长永高速公路
- 长沙机场高速公路

### 机场大巴
市区线
- 机场巴士1号站台：至长沙汽车西站，单程票价28元
- 机场巴士2号站台：至贺龙体育中心（大蓉和酒店）、至芙蓉南路湖南广播电视大学（珊瑚大酒店），单程票价均为16.5元
- 机场巴士3号站台：至长沙汽车南站，经停长沙火车南站，单程票价21.5元
- 机场巴士4号站台：至民航大酒店（长沙火车站），经停高桥南大门，单程票价16.5

长途专线
- 机场巴士5号站台：至邵阳（暂未开通）
- 机场巴士6号站台：至株洲（绿园宾馆），单程票价33元
- 机场巴士7号站台：至湘潭（民航售票处），单程票价42元
- 机场巴士8号站台：至益阳（益阳汽车东站）、常德（常德民航宾馆），单程票价益阳47元，常德83元
- 机场巴士9号站台：至岳阳（民航售票处），单程票价47元
- 机场巴士10号站台：至萍乡（东方宾馆），单程票价83元

### 公交
- 114路：火车站至黄花机场，营运时间为06:30-18:30，单程票价3元（上车2元，连跨汽车东站、丁家村加收1元），发车间隔8分钟，行程26.6公里，单程时间65分钟，途径五里牌、南湖大市场、火星镇、马王堆、陶家山、长沙血液中心、东屯渡、汽车东站、张公岭、马坡岭、农科院、司法警官学校、泉塘、砖厂、市看守所、长沙县一中、螺丝塘、丁家村、排头铺、观山村、都市职业学院、长沙县六中、黄花、黄龙、黄花工业园、机场口、毛公塘等地
- 城乡公交4号线：星沙汽车站至黄花机场，营运时间为夏06:30-20:00、冬07:00-19:30，单程票价2元，发车间隔10分钟，单程时间45分钟，途径山河智能、星城国际、警校北门、丁家岭、排头铺、黄花新街、长沙县六中、黄龙、机场口、毛公塘等地

### 地铁
- 长沙地铁6号线黄花机场T1T2站：从大河西先导区的梅溪湖片区出发，向北与地铁2号线换乘后往东上桐梓坡路，与地铁4号线换乘，沿桐梓坡路下穿湘江后到达湘雅路与地铁1号线换乘，继而往东沿迎宾路南下与地铁2号线换乘，南下往东在人民路与地铁3号线换乘，经人民路向东分别于地铁5号线和地铁2号线换乘，然后下穿浏阳河沿人民东路到达隆平高科技园，最后往东到达黄花国际机场。

## 机场发展规划
- 远期（2040年）：定位为拥有多家基地公司进驻的国内大型枢纽机场。满足旅客吞吐量7100万人次、货邮吞吐量180万吨、年飞机起降55万架次。规划用地2687公顷。在第二跑道东侧2000米处规划长度为3600米的第三跑道(E类)，在第三跑道东侧1035米处规划长度为3600米的第四跑道(E类)。扩建T3航站楼指廊并在第二跑道与第三跑道之间的东区新建T4航站楼，并在现有航站区及新航站区之间设置两个下穿通道。

其中T3航站楼目前正在建设当中，目前，长沙机场改扩建工程综合交通枢纽主体结构T3航站楼工程大厅主体结构已全面完工，预计2026年建成投入使用，旅客在长沙乘机将更便捷更舒适，年旅客吞吐量可容纳6000万人次，接入4种轨道交通，“零距离”换乘
2秒内安检，100%自助值机，两年后的长沙机场
将成为智能化、网络化、绿色化、垂直型的“零距离换乘”
跻身国内交通接驳方式最多、无缝换乘效率最高的
现代化立体综合交通枢纽，长赣铁路自长沙西站向东经长沙市区后引入黄花国际机场，并于拟建黄花国际机场T3航站楼南侧300m设地下黄花机场站。机场T3航站楼及第三跑道已开工建设,引入机场的长赣铁路，以及地铁、GTC交换中心等交通设施需要与机场改扩建工程同期实施。规划黄花机场站设于地下三层，地铁6、10号线、S2线等规划轨道交通与高铁十字交叉设于地下二层，地下一层为站厅及交换层。